# Tadeusz Czeżowski

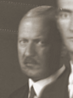
Tadeusz Czeżowski, 1936

Tadeusz Czeżowski (* 26. Juli 1889 in Wien; † 28. März 1981 in Toruń) war ein polnischer Philosoph und Logiker der Lemberg-Warschau-Schule.

## Leben und Werk
Czeżowski studierte an der Universität Lemberg: Mathematik, bei Józef Puzyna, Marcin Ernst und Wacław Sierpiński, Physik bei Ignacy Zakrzewski und Marian Smoluchowski und Philosophie bei Kazimierz Twardowski, Mścisław Wartenberg, Władysław Witwicki und Jan Łukasiewicz. 1914 promovierte und 1920 habilitierte er sich ebenda. Von 1923 bis 1939 war er Professor an der Stefan-Batory-Universität in Wilno und von 1945 bis 1960 Professor an der Nikolaus-Kopernikus-Universität in Toruń (Thorn). 1948 wurde er in Thorn Redakteur der Zeitschrift Ruch Filozoficzny, die vor dem Krieg in Lemberg erschien.

## Werke (Auswahl)
- Logika  (1949)
- Odczyty filozoficzne (1958 und 1969)
- Filozofia na rozdrożu (1966)
- Pisma z etyki i teorii wartości (1989)